# Garage House
Garage House (auch als New York House bezeichnet) ist eine Stilart der House-Musik.

## Merkmale
Garage House ist ein vokallastiges House-Genre mit vielen gospel- und soulbasierten Vokalpassagen. Die Soul-Elemente wurden vom Philly Soul beeinflusst, der ungefähr eine Geschwindigkeit von 120 Beats per minute hat. Garage House ist weiterhin von einem breiten Bassline-Repertoire und häufigem Hi-Hat-Gebrauch gekennzeichnet. Garage House klingt deutlich soul- und discobeeinflusster als Chicago House, der hingegen deutlich mehr Funk-Einflüsse aufzeigt.

## Geschichte
Nach Chicago infizierte House auch bald New York. Disco lebte nach dem kommerziellen Ausverkauf in der überwiegend schwarzen Schwulenszene weiter. Die Zeit der zwanzigköpfigen Disco-Orchester wie z. B. dem Salsoul Orchestra war vorbei, sie wurden langsam durch Synthesizer ersetzt. 1982 mischte der DJ Larry Levan in der legendären New Yorker Paradise Garage stundenlang Underground-Klassiker wie Don’t Make Me Wait (vom eigenen Projekt NYC Peech Boys), Keep On (von D-Train), Moody (von ESG) und Thanks To You (von Sinnamon, in einem wilden, fünfzehnminütigen Remix von Shep Pettibone). Ein neuer Stil war geboren. Anfangs nannte man ihn aufgrund seines doch starken Discoeinflusses noch Garage Disco, später dann Garage House. Vereinzelt wurde Garage House auch als Jersey Sound bezeichnet, da viele Produzenten und DJs aus New Jersey stammten. Levan legte noch bis zur Schließung 1987 in der Paradise Garage auf.
Der Stil beeinflusst die kommerzielle Popmusik, insbesondere den Dance-Pop bis heute. In Großbritannien tauchten Ende der 1990er-Jahre Kreuzungen des heute mehr vom R'n'B beeinflussten Garage House mit der dortigen Breakbeat- und Drum-and-Bass-Musik auf (UK Garage, darunter Speed Garage und als Nachfolger 2 Step), die allerdings nur dort ein größeres Publikum fanden.

## Stiltypische Tracks
- Phase II – Reachin'
- Jerry Edwards – I Am Somebody
- Arnold Jarvis – Take Some Time Out
- NYC Peech Boys – Don't Make Me Wait
- Dhar Braxton – Jump Back (Set Me Free)
- Touch – Without You
- Blaze – Can't Win For Losing
- Blaze – If You Should Need A Friend
- The Basement Boys – Love Don’t Live Here Anymore
- Aly-Us – Follow Me
- Masters At Work – I Can't Get No Sleep
- Bäs Noir – I´m Glad You Came To Me
- C-Bank – Nightmare Of A Broken Heart
- Don Carlos – Alone
- Adeva – Warning
- Kym Mazelle – I´m A Lover
- Turntable Orchestra – You´re Gonna Miss Me

## Wichtige DJs/Producer
- Larry Levan
- Tony Humphries
- Blaze
- Boyd Jarvis
- John Robinson
- Little Louis Vega
- Kenny Dope Gonzales
- François Kevorkian
- Frankie Knuckles
- DJ Richard (Speed Garage)
- Rheji Burrell
- Ronald Burrell
- Larry Woo
- Don Carlos
- Manny Lehmann
- Masters at Work
- Smack Productions
- Todd Edwards

## Garage House-Labels
- Prelude
- West End Records
- Vinylmania
- Quark
- Jump Street Records
- Shelter Records
- Swing City
- Strictly Rhythm
- Nu Groove Records
- Next Plateau
- Republic Records (UK)
- Easy Street Records
- Fourth Floor Records
- Plattenbau Music
- Nervous Records
- King Street Records